# Světové atletické finále 2003
Světové atletické finále 2003 - lehkoatletický závod, který se odehrál na stadiónu Stade Louis II. v Monaku mezi 13. a 14. září 2003. Byl to závod, který se odehrál vždy na zakončení lehkoatletické sezóny.
Jedna disciplína (hod kladivem) se nekonala v Monaku. Závody mužů i žen se konaly o týden dříve v maďarském Szombathely.

## Výsledky

### Muži
| Disciplína      | 1. místo           | 2. místo               | 3. místo                    |
| Běh na 100 m    | Bernard Williams   | John Capel             | Uchenna Emedolu             |
| 110 m překážek  | Allen Johnson      | Terrence Trammell      | Staņislavs Olijars          |
| Běh na 200 m    | Joshua Johnson     | Shawn Crawford         | Stéphan Buckland            |
| Běh na 400 m    | Jerome Young       | Michael Blackwood      | Alleyne Francique           |
| 400 m překážek  | Félix Sánchez      | Kemel Thompson         | Danny McFarlane             |
| Běh na 800 m    | Wilfred Bungei     | Joseph Mutua           | André Bucher                |
| Běh na 1500 m   | Paul Korir         | Alex Kipchirchir       | Ivan Heško                  |
| Běh na 3000 m   | Kenenisa Bekele    | John Kibowen           | Abraham Chebii              |
| 3000 m překážek | Sajf Saíd Šáhín    | Paul Kipsiele Koech    | Ezekiel Kemboi              |
| Běh na 5000 m   | Eliud Kipchoge     | Richard Limo           | Gebre-egziabher Gebremariam |
| Skok daleký     | Dwight Phillips    | Hussein Taher Al-Sabee | Ignisious Gaisah            |
| Trojskok        | Christian Olsson   | Walter Davis           | Kenta Bell                  |
| Skok vysoký     | Jaroslav Rybakov   | Stefan Holm            | Jamie Nieto                 |
| Skok o tyči     | Tim Lobinger       | Okkert Brits           | Dmitri Markov               |
| Vrh koulí       | Christian Cantwell | Jurij Biłonoh          | Andrej Michniewicz          |
| Hod diskem      | Virgilijus Alekna  | Róbert Fazekas         | Wasilij Kaptiuch            |
| Hod oštěpem     | Sergej Makarov     | Jan Železný            | Boris Henry                 |
| Hod kladivem    | Adrián Annus       | Libor Charfreitag      | Ivan Tichon                 |

### Ženy
| Disciplína     | 1. místo             | 2. místo              | 3. místo                    |
| Běh na 100 m   | Chryste Gaines       | Christine Arronová    | Torri Edwardsová            |
| 100 m překážek | Gail Deversová       | Glory Alozieová       | Miesha McKelvy-Jones        |
| Běh na 200 m   | Muriel Hurtisová     | Anastasija Kapačinská | Torri Edwardsová            |
| Běh na 400 m   | Ana Guevaraová       | Lorraine Fentonová    | Tonique Williams            |
| 400 m překážek | Sandra Glover        | Andrea Blackett       | Ionela Tirleaová            |
| Běh na 800 m   | Maria Mutolaová      | Kelly Holmesová       | Mina Aït Hammou             |
| Běh na 1500 m  | Süreyya Ayhan        | Jackline Maranga      | Hayley Tullett              |
| Běh na 3000 m  | Edith Masai          | Jelena Zadorožná      | Joanne Paveyová             |
| Běh na 5000 m  | Elvan Abeylegesseová | Derartu Tuluová       | Tiruneš Dibabaová           |
| Skok daleký    | Eunice Barberová     | Taťjana Kotovová      | Grace Upshaw                |
| Trojskok       | Taťjana Lebeděvová   | Yamilé Aldamaová      | Françoise Mbangová Etoneová |
| Skok do výšky  | Hestrie Cloete       | Vita Palamarová       | Kajsa Bergqvistová          |
| Skok o tyči    | Taťána Polnovová     | Světlana Feofanovová  | Stacy Dragilaová            |
| Vrh koulí      | Wita Pawłysz         | Světlana Kriveljovová | Nadzeja Astapčuková         |
| Hod diskem     | Věra Pospíšilová     | Aretha Hill           | Ekaterini Wongoli           |
| Hod oštěpem    | Tatiana Szykolenko   | Steffi Neriusová      | Nikolett Szabó              |
| Hod kladivem   | Yipsi Morenová       | Olga Kuzenkovová      | Mihaela Melinteová          |